# Sohemo de Armenia

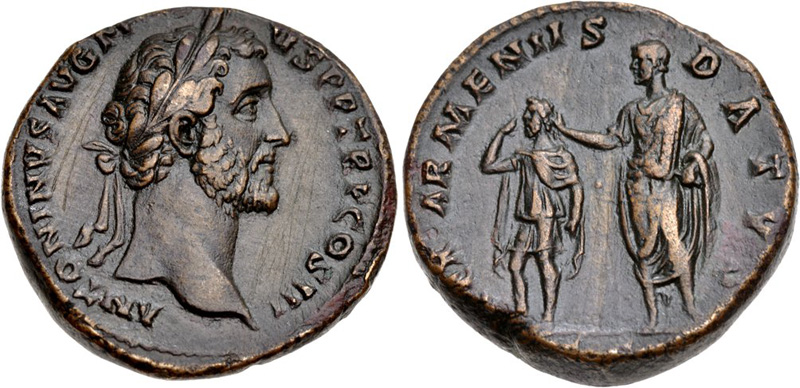
Moneda de Antonino Pío, fabricada en Roma y fechada aproximadamente en los años 141-143. En el reverso, se representa a Pío de pie, sosteniendo el rollo y colocando la mano sobre la cabeza del rey de Armenia Sohemo, nombrado por los romanos, quien levanta la mano para ajustar la tiara.

Sohemo de Armenia (propiamente transcrito como Sohemo, no Sohaemus, que es su cognomen en latín, Gaius Julius Sohaemus; nombre griego: Γάϊος Ἰούλιος Σόαιμος), fue un rey cliente romano de Armenia.

## Vida
Sohemo fue una persona prominente del Imperio Romano en el siglo II, miembro de la dinastía Oróntida de Comagene y la dinastía de Emesa de Siria. El novelista del siglo II Jámblico declara a su coetáneo Sohemo su compatriota e indica que estaba entroncado en las dinastías Arsácida y Aqueménida. Era descendiente de la princesa meda Iotapa, que una vez estuvo comprometida con el príncipe ptolemaico Alejandro Helios. Poco se sabe sobre la familia de Sohemo y sus primeros años de vida antes de convertirse en rey de Armenia, pero había sido senador romano y cónsul en Roma en una fecha desconocida. Fue un contemporáneo del gobierno de los emperadores romanos Antonino Pío, Marco Aurelio, Lucio Vero y Cómodo de la dinastía Nerva-Antonina.

## Reinado
En el año 144, Sohemo recibió el trono armenio del emperador romano Antonino Pío después del derrocamiento de Vologases I. En honor a su primer ascenso al trono de Armenia, se emitió en Roma una moneda de cobre con imágenes de Sohemo y Antonino Pío con la inscripción "Rey de armenios concedido por decisión del Senado". En el primer reinado, gobernó desde el año 144 hasta el 161. El novelista Jámblico, que vivía en Armenia en el momento de su gobierno, describe su reinado como "en sucesión a sus antepasados". Esta declaración también puede referirse a su antiguo antepasado Sohemo de Emesa que vivió en el siglo I.
En 161 Vologases IV de Partia, hijo del legítimo rey Mitrídates IV de Partia, envió a sus tropas para apoderarse de Armenia y aniquiló las legiones romanas estacionadas en el país bajo el legado Marco Sedacio Severiano. Animados por el general Osroes, las tropas partas marcharon hacia el oeste contra la Siria romana. Armenia fuera conquistada por los partos y Sohemo se exilió y vivió en Roma, donde volvió a ser senador; allí, era bien conocido y corrían rumores en algunos sectores de que no era el hombre adecuado en el lugar correcto.[cita requerida]
Estos eventos provocaron una nueva guerra entre romanos y partos, y la paz se hizo en términos romanos, con Sohemo reinstalado como rey de Armenia por Lucio Vero en 163 o 164. La ceremonia para que Sohemo se convirtiera en rey armenio por segunda vez pudo haber tenido lugar en Antioquía o Éfeso. En 164, se acuñaron monedas latinas en Armenia con la inscripción L. Verus. Augustus Armeniacus y en el reverso Rex Armeniis datus.
Esta guerra le costó cara a Roma, porque el ejército victorioso trajo consigo desde el este una plaga que se extendió muy rápidamente por todo el imperio. El emperador Marco Aurelio intentó declarar a Armenia como una provincia de Roma, pero el levantamiento de los armenios liderados por el príncipe Tiridates le obligó a abandonar sus planes. 
La duración de su segundo reinado es desconocida, pero suele estimarse desde 163 hasta quizás 186. Bajo Sohemo, los trabajos de construcción continuaron en la capital Vagharshapat (actual Echmiadzin). Una ciudadela, fortificaciones defensivas, un complejo de palacios y varios templos paganos fueron construidos en la ciudad. En algún momento durante su reinado, Sohemo fue expulsado por elementos favorables a Partia, porque un hombre llamado Tiridates provocó problemas en Armenia, que había asesinado al rey de Osroena y había arrojado su espada frente a Publio Marcio Vero, el gobernador de Capadocia cuando lo reprendió. El único castigo de Tiridates por sus crímenes fue ser exiliado a la Britania romana, por Marco Aurelio.
Como resultado de la segunda expulsión de Sohemo de Armenia, las fuerzas romanas fueron a la guerra con los soldados partos. Partia retomó la mayor parte de su territorio perdido en 166. Sohemo se retiró a Siria tras su expulsión. Después de que Marco Aurelio, Lucio Vero y los gobernantes partos intervinieran en el conflicto, Vologases II, hijo de Vologases IV de Partia, asumió el trono armenio en 186.